# Белчер, Эдвард
Эдвард Белчер (англ. Edward Belcher, 27 февраля 1799, Галифакс — 18 марта 1877, Лондон) — адмирал, англоканадский географ, путешественник, полярный исследователь.

## Биография
Родился 27 февраля 1799 года в Галифаксе (Новая Шотландия, Канада). В 1812 году поступил на службу гардемарином в британский Королевский военно-морской флот. 21 июля 1818 года произведен в чин лейтенанта.
В 1825 году Белчер был включён в состав экспедиции Фредерика Уильяма Бичи, задачей которой было исследование приполярных областей Аляски и Канады.
По возвращении командовал различными судами Королевского военно-морского флота, плавал у северного и западного побережья Африки и в британских водах. 16 марта 1829 года произведен в чин коммандера. В 1833—1839 годах Белчер на корабле «Сульфур» (англ. HMS Sulphur) совершил кругосветное плавание, во время которого подробнейшим образом исследовал и описал прибережные воды Чили.
В 1841 году Белчер отправился в Ост-Индию и принимал участие в Первой опиумной войне. Там он составил первое в английской литературе географическое описание Гонконга. 6 мая 1841 года Белчер произведен в чин капитана и награждён орденом Бани кавалерского креста. В 1843—1847 годах он на 500-тонном судне «Самэранг» (англ. HMS Samarang) занимался тригонометрическими съёмками побережья Юго-Восточной Азии. По возвращении Белчер был назначен командиром брига «Мастифф» (англ. HMS Mastiff)
В 1852 году Белчер вновь оказался в Арктике, там ему было поручено начальствование над правительственной экспедицией, отправленной на поиски Франклина. Ему в помощь был дан Френсис Леопольд Мак-Клинток. С эскадрой из пяти судов: «Эссистанс» (англ. HMS Assistance), «Пионер» (англ. HMS Pioneer), («Резолют» англ. HMS Resolute), «Интрепид» (англ. HMS Intrepid) и «Норт-Стар» прошли с востока вдоль Баффиновой земли до пролива Барроу. Там экспедиция разделилась и зазимовала в разных пунктах Канадского Арктического архипелага, причём судно «Норт-Стар» было отправлено на юг в залив Бутия. Следующим летом Белчер и Мак-Клинток совершили съёмку доступных островов.
Поскольку его суда оказались в ледяном плену, Белчер принял решение бросить их и пробиваться на юг пешим ходом по льдам и островам. Дойдя до острова Бичи, Белчер встретил там Мак-Клура с его экипажем, который, двигаясь от Берингова пролива через море Бофорта, сумел найти Северо-Западный проход. Соединившись, они двинулись на юго-восток и были подобраны единственным уцелевшим от экспедиции судном «Норт-Стар», которое и доставило их в Англию.
На родине Белчер был предан военному суду за безосновательное оставление своих кораблей, но был оправдан. Некоторое время спустя один из его кораблей («Resolute») был вызволен из ледяного плена экипажем американского китобойного судна, отремонтирован и в качестве приза уведён в Нью-Йорк. Впоследствии из дерева этого корабля был сделан стол, который долгое время стоял в Овальном кабинете Белого дома.
После снятия всех обвинений Белчер продолжил службу в британском военно-морском флоте, 11 февраля 1861 года он был произведен в чин контр-адмирала, а 2 апреля 1866 года — в чин вице-адмирала и уволен в отставку. 13 марта 1867 года Белчер был награждён орденом Бани командорского креста. 20 октября 1872 года, находясь в отставке, сэр Эдвард был произведен в чин адмирала.
Скончался 18 марта 1877 года в Лондоне.

## Память
В Гонконге имя Белчера носят бухта, улица и жилой комплекс. Также в честь Эдварда Белчера были названы вид ядовитых змей и вид чаек.

## Сочинения
- «Narrative of a voyage round the world performed in HMS Sulphur, 1836—1842» (2 vols., 1843)
- «Voyage of the HMS Samarang to Easter Archipelago» (2 vols., 1846)
- «The last of the arctic voyages» (2 vols., 1855)